# 2012-es Formula–1 amerikai nagydíj
Az amerikai nagydíj volt a 2012-es Formula–1 világbajnokság tizenkilencedik futama, amelyet 2012. november 16. és november 18. között rendeztek meg az Amerikai Egyesült Államokbeli Circuit of the Americas-on, Austinban.

## Szabadedzések

### Első szabadedzés
Az amerikai nagydíj első szabadedzését november 16-án, pénteken délelőtt tartották.
| helyezés | versenyző          | csapat/motor         | elért idő | különbség | futott kör |
| -------- | ------------------ | -------------------- | --------- | --------- | ---------- |
| 1        | Sebastian Vettel   | Red Bull-Renault     | 1:38,125  | −         | 30         |
| 2        | Lewis Hamilton     | McLaren-Mercedes     | 1:39,543  | +1,418    | 28         |
| 3        | Fernando Alonso    | Ferrari              | 1:40,337  | +2,212    | 29         |
| 4        | Jenson Button      | McLaren-Mercedes     | 1:40,528  | +2,403    | 29         |
| 5        | Mark Webber        | Red Bull-Renault     | 1:40,650  | +2,525    | 30         |
| 6        | Felipe Massa       | Ferrari              | 1:40,966  | +2,841    | 26         |
| 7        | Nico Hülkenberg    | Force India-Mercedes | 1:41,023  | +2,898    | 29         |
| 8        | Kobajasi Kamui     | Sauber-Ferrari       | 1:41,036  | +2,911    | 28         |
| 9        | Nico Rosberg       | Mercedes             | 1:41,159  | +3,034    | 32         |
| 10       | Sergio Pérez       | Sauber-Ferrari       | 1:41,473  | +3,348    | 29         |
| 11       | Paul di Resta      | Force India-Mercedes | 1:41,783  | +3,658    | 29         |
| 12       | Daniel Ricciardo   | Toro Rosso-Ferrari   | 1:41,825  | +3,700    | 28         |
| 13       | Jean-Éric Vergne   | Toro Rosso-Ferrari   | 1:41,833  | +3,708    | 29         |
| 14       | Kimi Räikkönen     | Lotus-Renault        | 1:41,880  | +3,755    | 23         |
| 15       | Romain Grosjean    | Lotus-Renault        | 1:41,998  | +3,873    | 27         |
| 16       | Pastor Maldonado   | Williams-Renault     | 1:42,539  | +4,414    | 30         |
| 17       | Michael Schumacher | Mercedes             | 1:42,588  | +4,463    | 25         |
| 18       | Charles Pic        | Marussia-Cosworth    | 1:43,288  | +5,163    | 23         |
| 19       | Heikki Kovalainen  | Caterham-Renault     | 1:43,443  | +5,318    | 28         |
| 20       | Vitalij Petrov     | Caterham-Renault     | 1:43,522  | +5,397    | 23         |
| 21       | Timo Glock         | Marussia-Cosworth    | 1:44,464  | +6,339    | 24         |
| 22       | Bruno Senna        | Williams-Renault     | 1:44,548  | +6,423    | 29         |
| 23       | Pedro de la Rosa   | HRT-Cosworth         | 1:46,917  | +8,792    | 13         |
| 24       | Ma Qing Hua        | HRT-Cosworth         | 1:48,559  | +10,434   | 19         |

### Második szabadedzés
Az amerikai nagydíj második szabadedzését november 16-án, pénteken délután tartották.
| helyezés | versenyző          | csapat/motor         | elért idő | különbség | futott kör |
| -------- | ------------------ | -------------------- | --------- | --------- | ---------- |
| 1        | Sebastian Vettel   | Red Bull-Renault     | 1:37,718  | −         | 17         |
| 2        | Mark Webber        | Red Bull-Renault     | 1:38,475  | +0,757    | 36         |
| 3        | Fernando Alonso    | Ferrari              | 1:38,483  | +0,765    | 35         |
| 4        | Lewis Hamilton     | McLaren-Mercedes     | 1:38,748  | +1,030    | 31         |
| 5        | Jenson Button      | McLaren-Mercedes     | 1:38,786  | +1,068    | 32         |
| 6        | Felipe Massa       | Ferrari              | 1:39,029  | +1,311    | 33         |
| 7        | Nico Rosberg       | Mercedes             | 1:39,448  | +1,730    | 32         |
| 8        | Bruno Senna        | Williams-Renault     | 1:39,531  | +1,813    | 38         |
| 9        | Kobajasi Kamui     | Sauber-Ferrari       | 1:39,653  | +1,935    | 36         |
| 10       | Michael Schumacher | Mercedes             | 1:40,115  | +2,397    | 30         |
| 11       | Kimi Räikkönen     | Lotus-Renault        | 1:40,166  | +2,448    | 32         |
| 12       | Pastor Maldonado   | Williams-Renault     | 1:40,230  | +2,512    | 35         |
| 13       | Romain Grosjean    | Lotus-Renault        | 1:40,286  | +2,568    | 32         |
| 14       | Sergio Pérez       | Sauber-Ferrari       | 1:40,326  | +2,608    | 35         |
| 15       | Daniel Ricciardo   | Toro Rosso-Ferrari   | 1:40,435  | +2,717    | 30         |
| 16       | Jean-Éric Vergne   | Toro Rosso-Ferrari   | 1:40,516  | +2,798    | 32         |
| 17       | Nico Hülkenberg    | Force India-Mercedes | 1:40,700  | +2,982    | 34         |
| 18       | Paul di Resta      | Force India-Mercedes | 1:41,430  | +3,712    | 35         |
| 19       | Heikki Kovalainen  | Caterham-Renault     | 1:42,476  | +4,758    | 38         |
| 20       | Timo Glock         | Marussia-Cosworth    | 1:42,652  | +4,758    | 38         |
| 21       | Vitalij Petrov     | Caterham-Renault     | 1:42,846  | +5,128    | 38         |
| 22       | Charles Pic        | Marussia-Cosworth    | 1:43,538  | +5,820    | 38         |
| 23       | Pedro de la Rosa   | HRT-Cosworth         | 1:44,453  | +6,735    | 16         |
| 24       | Narain Karthikeyan | HRT-Cosworth         | 1:45,114  | +7,396    | 20         |

### Harmadik szabadedzés
Az amerikai nagydíj harmadik szabadedzését november 17-én, szombaton délelőtt tartották.
| helyezés | versenyző          | csapat/motor         | elért idő | különbség | futott kör |
| -------- | ------------------ | -------------------- | --------- | --------- | ---------- |
| 1        | Sebastian Vettel   | Red Bull-Renault     | 1:36,490  | −         | 18         |
| 2        | Lewis Hamilton     | McLaren-Mercedes     | 1:36,748  | +0,258    | 20         |
| 3        | Pastor Maldonado   | Williams-Renault     | 1:37,001  | +0,511    | 21         |
| 4        | Fernando Alonso    | Ferrari              | 1:37,180  | +0,690    | 21         |
| 5        | Nico Rosberg       | Mercedes             | 1:37,247  | +0,757    | 24         |
| 6        | Felipe Massa       | Ferrari              | 1:37,262  | +0,772    | 27         |
| 7        | Mark Webber        | Red Bull-Renault     | 1:37,298  | +0,808    | 18         |
| 8        | Sergio Pérez       | Sauber-Ferrari       | 1:37,415  | +0,925    | 20         |
| 9        | Nico Hülkenberg    | Force India-Mercedes | 1:37,495  | +1,005    | 20         |
| 10       | Jenson Button      | McLaren-Mercedes     | 1:37,538  | +1,048    | 20         |
| 11       | Bruno Senna        | Williams-Renault     | 1:37,569  | +1,079    | 21         |
| 12       | Michael Schumacher | Mercedes             | 1:37,760  | +1,270    | 21         |
| 13       | Kimi Räikkönen     | Lotus-Renault        | 1:37,765  | +1,275    | 26         |
| 14       | Kobajasi Kamui     | Sauber-Ferrari       | 1:37,953  | +1,463    | 23         |
| 15       | Daniel Ricciardo   | Toro Rosso-Ferrari   | 1:38,547  | +2,057    | 23         |
| 16       | Paul di Resta      | Force India-Mercedes | 1:38,653  | +2,163    | 22         |
| 17       | Romain Grosjean    | Lotus-Renault        | 1:38,753  | +2,263    | 11         |
| 18       | Jean-Éric Vergne   | Toro Rosso-Ferrari   | 1:39,689  | +3,199    | 12         |
| 19       | Timo Glock         | Marussia-Cosworth    | 1:40,407  | +3,917    | 23         |
| 20       | Vitalij Petrov     | Caterham-Renault     | 1:40,753  | +4,263    | 19         |
| 21       | Heikki Kovalainen  | Caterham-Renault     | 1:41,011  | +4,521    | 19         |
| 22       | Charles Pic        | Marussia-Cosworth    | 1:41,466  | +4,976    | 19         |
| 23       | Pedro de la Rosa   | HRT-Cosworth         | 1:43,563  | +7,073    | 21         |
| 24       | Narain Karthikeyan | HRT-Cosworth         | 1:44,043  | +7,553    | 23         |

## Időmérő edzés
Az amerikai nagydíj időmérő edzését november 17-én, szombaton futották.
| helyezés              | rajtszám | versenyző          | csapat/motor         | 1. rész  | 2. rész  | 3. rész  | rajthely |
| --------------------- | -------- | ------------------ | -------------------- | -------- | -------- | -------- | -------- |
| 1                     | 1        | Sebastian Vettel   | Red Bull-Renault     | 1:36,558 | 1:35,796 | 1:35,657 | 1        |
| 2                     | 4        | Lewis Hamilton     | McLaren-Mercedes     | 1:37,058 | 1:36,795 | 1:35,766 | 2        |
| 3                     | 2        | Mark Webber        | Red Bull-Renault     | 1:37,215 | 1:36,298 | 1:36,174 | 3        |
| 4                     | 10       | Romain Grosjean    | Lotus-Renault        | 1:37,486 | 1:36,906 | 1:36,587 | 8[1]     |
| 5                     | 9        | Kimi Räikkönen     | Lotus-Renault        | 1:38,051 | 1:37,404 | 1:36,708 | 4        |
| 6                     | 7        | Michael Schumacher | Mercedes             | 1:37,927 | 1:37,102 | 1:36,794 | 5        |
| 7                     | 6        | Felipe Massa       | Ferrari              | 1:37,667 | 1:36,549 | 1:36,937 | 11[1]    |
| 8                     | 12       | Nico Hülkenberg    | Force India-Mercedes | 1:37,756 | 1:37,066 | 1:37,141 | 6        |
| 9                     | 5        | Fernando Alonso    | Ferrari              | 1:37,968 | 1:37,123 | 1:37,300 | 7        |
| 10                    | 18       | Pastor Maldonado   | Williams-Renault     | 1:37,537 | 1:37,011 | 1:37,842 | 9        |
| 11                    | 19       | Bruno Senna        | Williams-Renault     | 1:37,520 | 1:37,604 |          | 10       |
| 12                    | 3        | Jenson Button      | McLaren-Mercedes     | 1:37,565 | 1:37,616 |          | 12       |
| 13                    | 11       | Paul di Resta      | Force India-Mercedes | 1:38,104 | 1:37,665 |          | 13       |
| 14                    | 17       | Jean-Éric Vergne   | Toro Rosso-Ferrari   | 1:38,434 | 1:37,879 |          | 14       |
| 15                    | 15       | Sergio Pérez       | Sauber-Ferrari       | 1:38,500 | 1:38,206 |          | 15       |
| 16                    | 14       | Kobajasi Kamui     | Sauber-Ferrari       | 1:38,418 | 1:38,437 |          | 16       |
| 17                    | 8        | Nico Rosberg       | Mercedes             | 1:38,862 | 1:38,501 |          | 17       |
| 18                    | 16       | Daniel Ricciardo   | Toro Rosso-Ferrari   | 1:39,114 |          |          | 18       |
| 19                    | 24       | Timo Glock         | Marussia-Cosworth    | 1:40,056 |          |          | 19       |
| 20                    | 25       | Charles Pic        | Marussia-Cosworth    | 1:40,664 |          |          | 20       |
| 21                    | 21       | Vitalij Petrov     | Caterham-Renault     | 1:40,809 |          |          | 21       |
| 22                    | 20       | Heikki Kovalainen  | Caterham-Renault     | 1:41,166 |          |          | 22       |
| 23                    | 22       | Pedro de la Rosa   | HRT-Cosworth         | 1:42,011 |          |          | 23       |
| 24                    | 23       | Narain Karthikeyan | HRT-Cosworth         | 1:42,740 |          |          | 24       |
| 107%-os idő: 1:43,317 |          |                    |                      |          |          |          |          |
| Forrás:               |          |                    |                      |          |          |          |          |

Megjegyzés
↑ 1:  — Romain Grosjean és Felipe Massa váltócsere miatt 5 rajthelyes büntetést kapott.

## Futam
Az amerikai nagydíj futama november 18-án, vasárnap rajtolt.
| helyezés | rajtszám | versenyző          | csapat/motor         | futott kör | idő/kiesés oka | rajthely | pont |
| -------- | -------- | ------------------ | -------------------- | ---------- | -------------- | -------- | ---- |
| 1        | 4        | Lewis Hamilton     | McLaren-Mercedes     | 56         | 1:35:55,269    | 2        | 25   |
| 2        | 1        | Sebastian Vettel   | Red Bull-Renault     | 56         | +0,675         | 1        | 18   |
| 3        | 5        | Fernando Alonso    | Ferrari              | 56         | +39,229        | 9        | 15   |
| 4        | 6        | Felipe Massa       | Ferrari              | 56         | +46,013        | 6        | 12   |
| 5        | 3        | Jenson Button      | McLaren-Mercedes     | 56         | +56,432        | 12       | 10   |
| 6        | 9        | Kimi Räikkönen     | Lotus-Renault        | 56         | +1:04,425      | 5        | 8    |
| 7        | 10       | Romain Grosjean    | Lotus-Renault        | 56         | +1:10,313      | 4        | 6    |
| 8        | 12       | Nico Hülkenberg    | Force India-Mercedes | 56         | +1:13,792      | 8        | 4    |
| 9        | 18       | Pastor Maldonado   | Williams-Renault     | 56         | +1:14,525      | 10       | 2    |
| 10       | 19       | Bruno Senna        | Williams-Renault     | 56         | +1:15,133      | 11       | 1    |
| 11       | 15       | Sergio Pérez       | Sauber-Ferrari       | 56         | +1:24,341      | 15       |      |
| 12       | 16       | Daniel Ricciardo   | Toro Rosso-Ferrari   | 56         | +1:24,871      | 18       |      |
| 13       | 8        | Nico Rosberg       | Mercedes             | 56         | +1:25,510      | 17       |      |
| 14       | 14       | Kobajasi Kamui     | Sauber-Ferrari       | 55         | +1 kör         | 16       |      |
| 15       | 11       | Paul di Resta      | Force India-Mercedes | 55         | +1 kör         | 13       |      |
| 16       | 7        | Michael Schumacher | Mercedes             | 55         | +1 kör         | 6        |      |
| 17       | 21       | Vitalij Petrov     | Caterham-Renault     | 55         | +1 kör         | 21       |      |
| 18       | 20       | Heikki Kovalainen  | Caterham-Renault     | 55         | +1 kör         | 22       |      |
| 19       | 24       | Timo Glock         | Marussia-Cosworth    | 55         | +1 kör         | 19       |      |
| 20       | 25       | Charles Pic        | Marussia-Cosworth    | 54         | +2 kör         | 20       |      |
| 21       | 22       | Pedro de la Rosa   | HRT-Cosworth         | 54         | +2 kör         | 23       |      |
| 22       | 23       | Narain Karthikeyan | HRT-Cosworth         | 54         | +2 kör         | 24       |      |
| ki       | 2        | Mark Webber        | Red Bull-Renault     | 16         | generátor      | 3        |      |
| ki       | 17       | Jean-Éric Vergne   | Toro Rosso-Ferrari   | 14         | felfüggesztés  | 14       |      |
| Forrás:  |          |                    |                      |            |                |          |      |

## A világbajnokság állása a verseny után
| H   | Versenyzők       | Pont | H   | Konstruktőrök        | Pont |
| --- | ---------------- | ---- | --- | -------------------- | ---- |
| 1.  | Sebastian Vettel | 273  | 1.  | Red Bull-Renault     | 440  |
| 2.  | Fernando Alonso  | 260  | 2.  | Ferrari              | 367  |
| 3.  | Kimi Räikkönen   | 206  | 3.  | McLaren-Mercedes     | 353  |
| 4.  | Lewis Hamilton   | 190  | 4.  | Lotus-Renault        | 302  |
| 5.  | Mark Webber      | 167  | 5.  | Mercedes             | 136  |
| 6.  | Jenson Button    | 163  | 6.  | Sauber-Ferrari       | 124  |
| 7.  | Felipe Massa     | 107  | 7.  | Force India-Mercedes | 99   |
| 8.  | Romain Grosjean  | 96   | 8.  | Williams-Renault     | 76   |
| 9.  | Nico Rosberg     | 93   | 9.  | STR-Ferrari          | 22   |
| 10. | Sergio Pérez     | 66   | 10. | Marussia-Cosworth    | 0    |

(A teljes táblázat)